# Церква Іллі (Сонячна Долина)
Церква Іллі у селищі Сонячна Долина, розташована по вул. Чорноморська, 14А. Збудована X—XI ст. Постановою РМ УРСР від 24.08.1963 № 970, діл. № 282 включена до реєстру пам'яток архітектури. У ній збереглася давня купіль, яка і зараз використовується в таїнстві Хрещення.

## Історія
Це найстаріший із діючих храмів Криму: час його споруди датують X-XII століттями. У 1771 році російські війська під командуванням князя М. В. Долгорукого розбили турецьку армію і зайняли Кафу. Дізнавшись про це, турки в гніві вбили православного священика Петра церкви святого Іллі. За свідченням очевидців, кожну Страсну п'ятницю, тіло убитого священика у ризі витягували, і з урочистими співами обносили навколо церкви.
Головною реліквією церкви є мармурова купіль, зроблена з капітелі колони, яка прикрашала якийсь язичницький храм в IV—V столітті. Мармур для колони, можливо, видобули на острові Проконес, а в Крим вона потрапила з Константинополя. Спочатку храм був грецький, але після того, як в 1778 році греки переселилися в Приазов'я, за церквою доглядали жителі села Кози (село Сонячна Долина до 1944 року мало назву Кози). У 1904 році храм відремонтували та розписали. Свято-Іллінська церква охоронялася однією родиною, в кінці XIX століття кожен бажаючий міг оглянути її. Богослужіння тривали до 1936 року, потім церква слугувала електростанцією та зерносховищем. Під час війни храм ненадовго відкрили для військових з Румунії. Реставрація була почата у 2000-х.

## Архітектура
Архітектура храму незвичайна, він побудований за типом стародавніх вірменських церков. Престол в цьому древньому храмі складений із трьох кам'яних плит і щільно примикає до східної стіни церкви. Обійти його навколо неможливо. Двері розташовані в південній стіні, дуже низькі. Великий камінь над вхідними дверима прикрашений п'ятьма висіченими розетками з грецькими хрестами. Сонячне світло проникає в церкву через два маленьких віконця. Під час розкопок біля храму виявили фрагменти кладки на глині. Це дає підставу припускати, що на місці сьогоднішнього храму, раніше Х століття, стояла більш давня церква. Озеро, що знаходилося біля храму, в 60-і роки осушили, був зрізаний пагорб біля церкви.

## Галерея

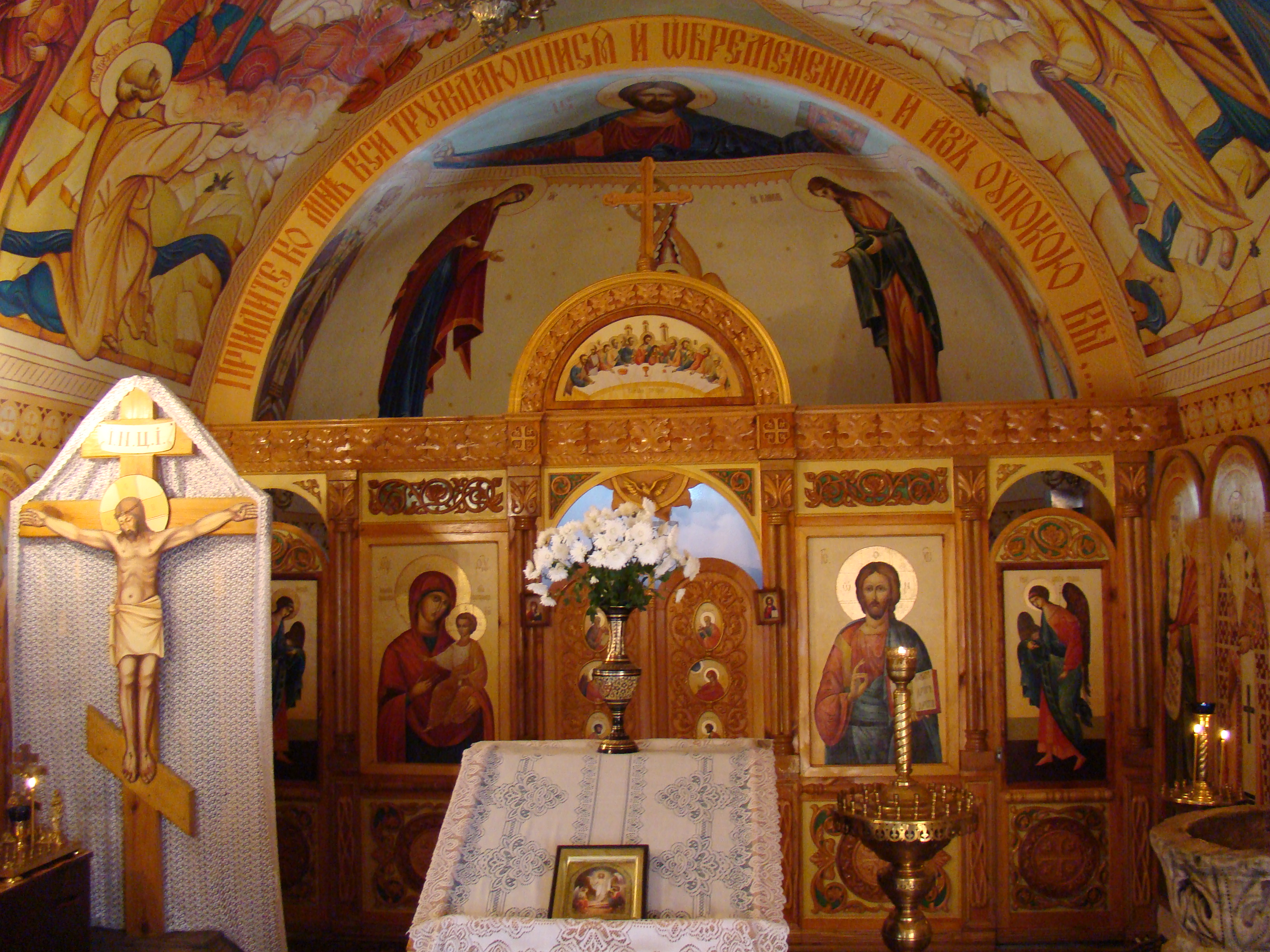
Інтер'єр церкви
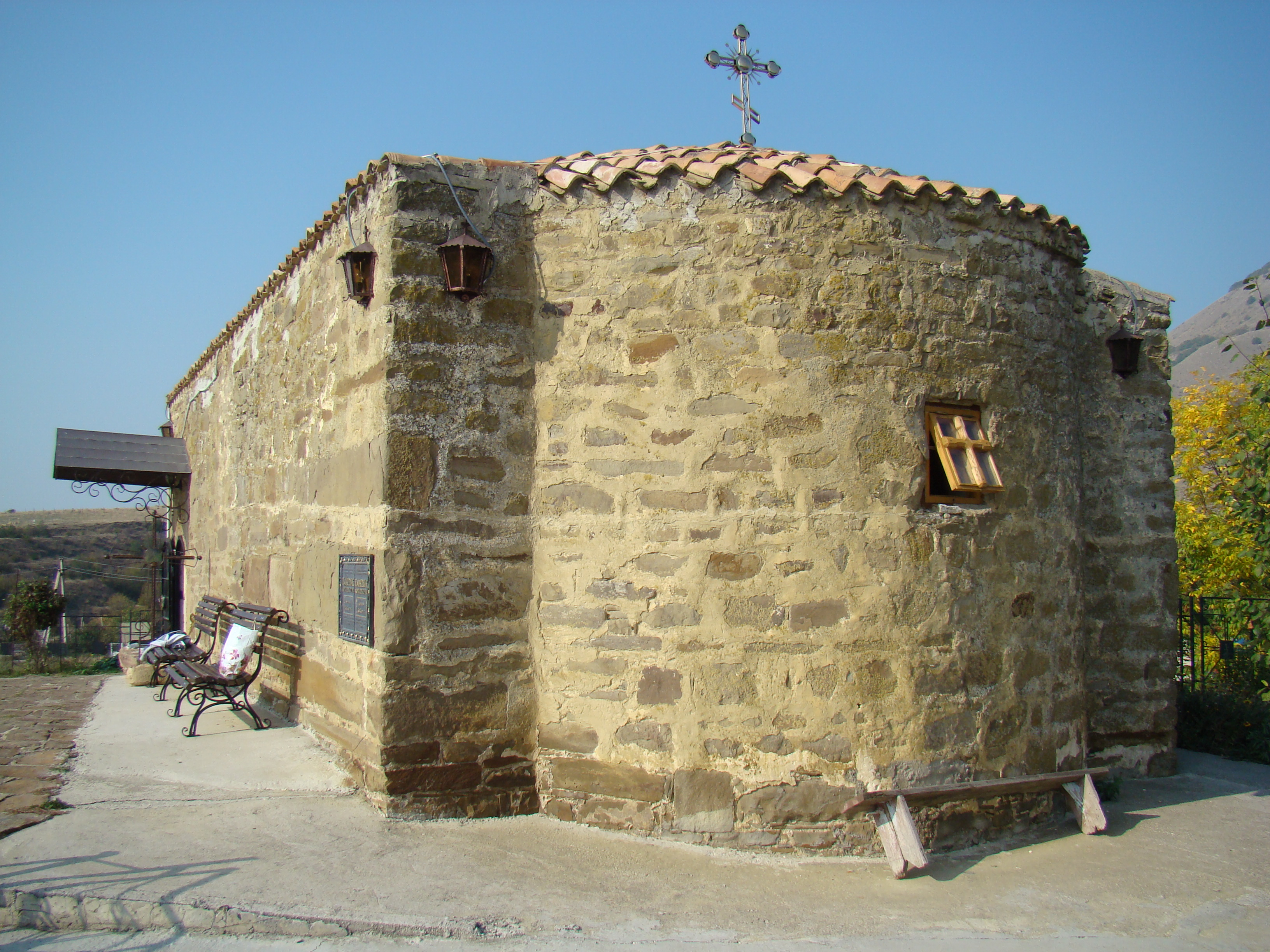
Віконце церкви
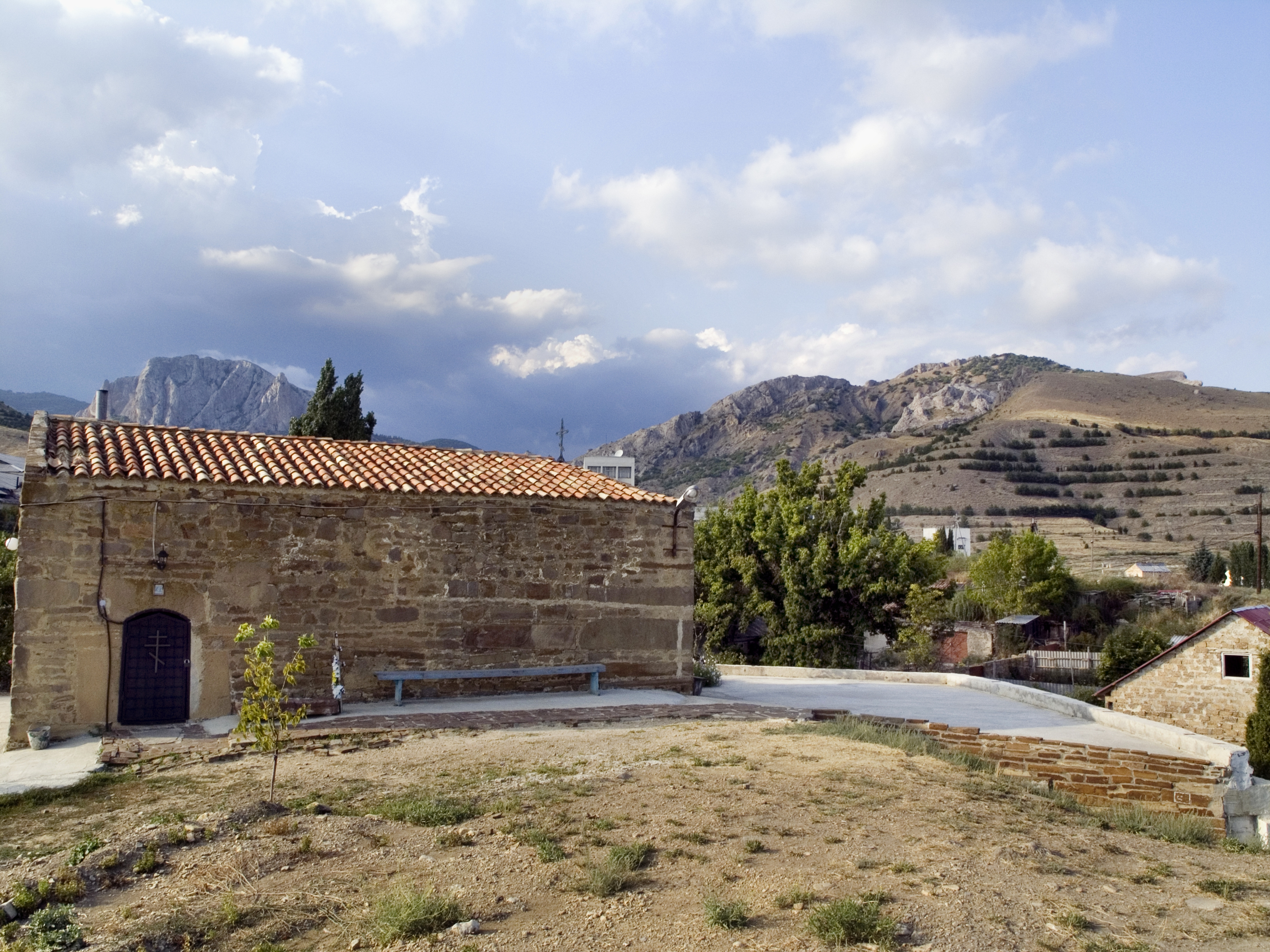
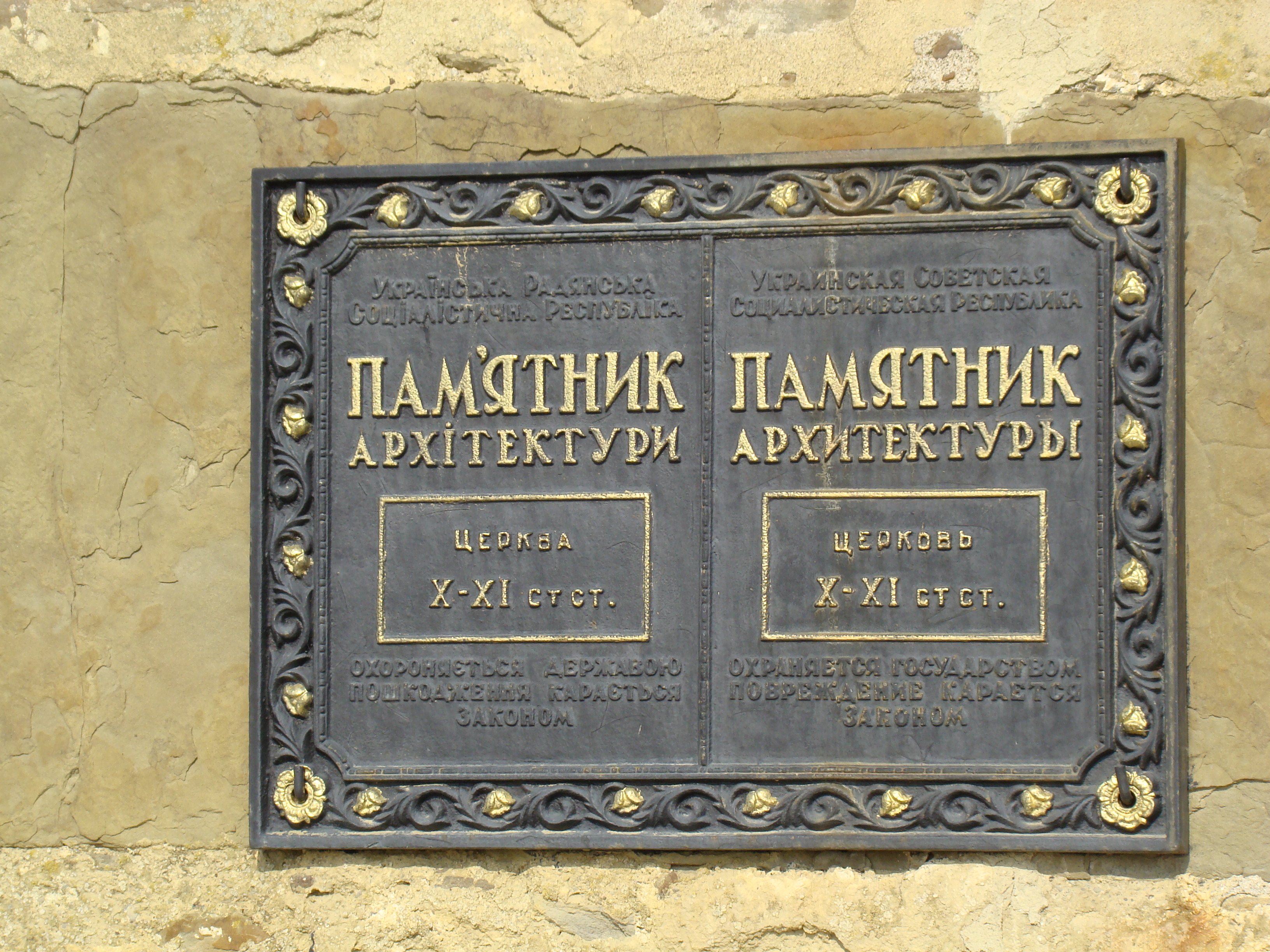
Охоронна табличка
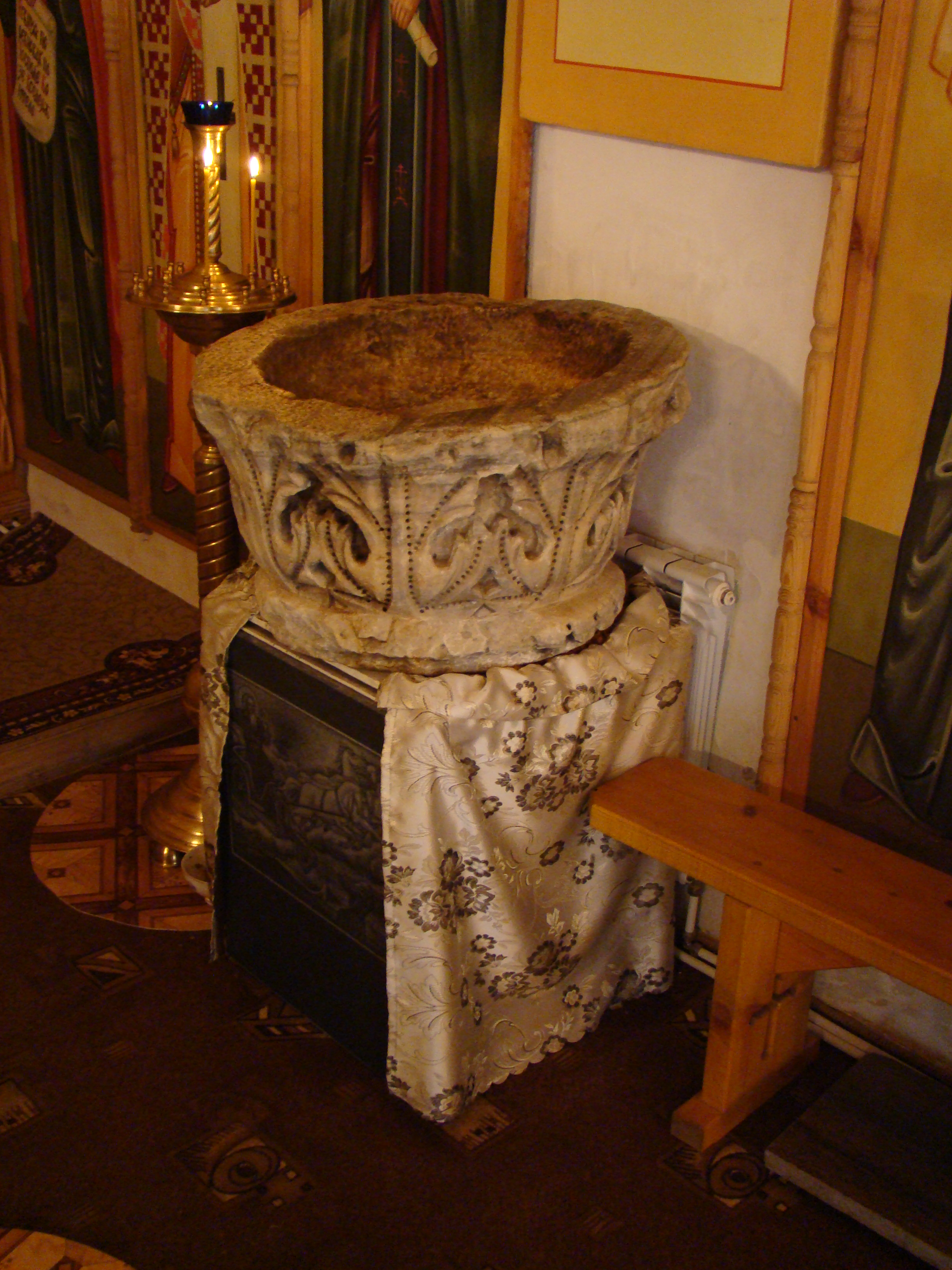
Купіль церкви